# Konji
Konji (znanstveno ime Equidae) so družina lihoprstih kopitarjev, v katero uvrščamo sedem danes živečih vrst konj, oslov in zeber, združenih v edini rod Equus, poleg njih pa še številni izumrli predstavniki, ki jih poznamo le po fosilih. Udomačeni konji in osli so na račun človeka razširjeni po vsem svetu, njihovi divji sorodniki pa živijo le še v travnatih predelih Afrike in Azije.
Zdaj živeči konji so srednje velike živali z vitkim telesom in dolgo glavo ter vratom, na katerem je griva, dolgimi, vitkimi nogami in dolgim repom. Vsi so rastlinojedi, ki se prehranjujejo s pasenjem po traviščih. Kopito na konici nog je roževinast izrastek srednjega prsta, ki nosi vso težo, ostali prsti so zakrneli. Opaznejša telesna značilnost so še srednje veliki uhlji, ki jih aktivno premikajo, kar služi tudi sporazumevanju.
Najzgodnejši znani fosilni ostanki konj pripadajo izumrlemu rodu Eohippus, ki je živel pred 55 milijoni let v Severni Ameriki. To so bile gozdne rastlinojede živali velikosti manjših psov, sprva prilagojene na prehranjevanje z mehkejšimi listi. Imeli so še štiri prste sprednjih in tri na zadnjih nogah, vsakega od njih s svojim kopitom. Evolucija sodobnih konj je dobro podprta s fosilnimi ostanki in je pogosto uporabljan zgled za makroevolucijo. Ta proces se je skozi večino evolucijske zgodovine odvijal v Severni Ameriki, najbolj burno v srednjem miocenu, in zdaj je znanih več sto izumrlih vrst v nekaj deset rodovih, ki so se medtem razširile po večini sveta. Konji so v Severni Ameriki izumrli pred približno 10.000 leti, verjetno zaradi ohlajevanja podnebja, kar je v istem času povzročilo tudi izumrtje drugih velikih sesalcev. Znova so v Severno Ameriko pripeljali domačega konja evropski naseljenci v 16. stoletju.

## Taksonomija
Družina konj zdaj vsebuje edini rod Equus, v katerega uvrščamo sedem vrst (po mnenju nekaterih avtorjev osem), nekatere od njih razdeljene v več podvrst. Poleg tega je bilo odkritih veliko število izumrlih vrst; taksonomija je zapletena in se z novimi odkritji še vedno spreminja.
| Podrod      | Slika                 | Znanstveno ime                                             | Ime                                              | Razširjenost |
| ----------- | --------------------- | ---------------------------------------------------------- | ------------------------------------------------ | --- |
| Equus       | Nokota Horses cropped | Equus ferus przewalskii / E. przewalskii in Equus caballus | (mongolski divji konj in domači konj)            | Evrazija |
| Asinus      |                       | Equus africanus                                            | nubijski divji osel (vključuje udomačenega osla) | Afriški rog |
| Asinus      |                       | Equus hemionus                                             | azijski osel                                     | Iran, Pakistan, Indija in Mongolija ter srednjeazijske puščave Kazahstana, Uzbekistana, Turkmenistana in Kitajske |
| Asinus      |                       | Equus kiang                                                | kiang                                            | Tibetanska planota                                                                                                |
| Hippotigris |                       | Equus grevyi                                               | grevyjeva zebra                                  | Kenija in Etiopija                                                                                                |
| Hippotigris |                       | Equus quagga                                               | nižinska zebra                                   | Vzhodna Afrika in vzhod Južne Afrike                                                                              |
| Hippotigris |                       | Equus zebra                                                | gorska zebra                                     | jugovzhodna Angola, Namibija in Južna Afrika                                                                      |